# TypeScript
TypeScript è un linguaggio di programmazione open source sviluppato da Microsoft. Si tratta di un'estensione di JavaScript che basa le sue caratteristiche su ECMAScript 6; capo del progetto è Anders Hejlsberg.
Il linguaggio estende la sintassi di JavaScript in modo che qualunque programma scritto in JavaScript sia anche in grado di funzionare con TypeScript senza nessuna modifica. È stato progettato per lo sviluppo di grandi applicazioni ed è destinato a essere compilato in JavaScript per poter essere interpretato da qualunque web browser o app.

## Origini
TypeScript nasce dal crescente bisogno di un linguaggio front-end per lo sviluppo di applicazioni JavaScript su larga scala e dalla necessità di sicurezza e robustezza, sia da parte di sviluppatori interni a Microsoft sia da parte di clienti e sviluppatori indipendenti.
Con l'aumento della complessità e delle dimensioni dei progetti web, JavaScript ha iniziato a mostrare limiti intrinseci in termini di scalabilità, sicurezza e manutenibilità del codice. Queste problematiche erano sentite sia dai team di sviluppo interni di Microsoft sia dalla comunità virtuale di sviluppatori esterni e clienti che richiedevano strumenti più solidi. 
La mancanza di funzionalità avanzate, come il controllo statico dei tipi, la gestione degli errori e la modularizzazione, rendeva difficoltoso il mantenimento e l'evoluzione dei grandi codebase JavaScript. 
TypeScript è stato concepito per colmare questa lacuna, offrendo un superset di JavaScript che introduce caratteristiche tipiche dei linguaggi di programmazione fortemente tipizzati, garantendo un ambiente di sviluppo più sicuro e affidabile.

## Caratteristiche
TypeScript è un linguaggio che estende la struttura esistente di JavaScript aggiungendo o rendendo più flessibili e potenti varie sue caratteristiche:
- Firma dei metodi
- Classi
- Interfacce
- Moduli
- Operatore => che permette di definire le funzioni anonime
- Tipi di dato (opzionali)
- Enumerazioni
- Mixin tra classi

Da un punto di vista semantico TypeScript è molto simile a JScript .NET, un'altra implementazione dello standard ECMA-262 di Microsoft.

### Annotazione tipizzata
TypeScript prevede un sistema di annotazione dei tipi, che consente di controllare i tipi durante la fase di compilazione. Questa caratteristica può essere ignorata se si vuole utilizzare la classica tipizzazione dinamica di JavaScript.
```
function
 
add
(
left
:
 
number
,
 
right
:
 
number
)
:
 
number
 
{

    
return
 
left
 
+
 
right
;

}

```

Le annotazioni disponibili per i tipi primitivi sono: number, boolean e string. Debolmente o fortemente tipizzati, le strutture sono di tipo any (qualunque).
Le annotazioni di tipo possono essere esportate in un file di dichiarazione (in inglese declarations file), per dare informazioni sui tipi a script TypeScript che usano librerie di supporto come, per esempio, Node.js e jQuery.

È possibile aggiungere annotazioni complesse all'inizializzazione di una variabile.
```
public
 
structure
:
 
{
 
name
:
 
string
,
 
age
:
 
number
,
 
salary
:
 
number
,
 
contact
:
 
string
 
|
 
number
 
}
 
=
 
{

    
name
:
 
'Mario'
,

    
age
:
 
42
,

    
salary
:
 
1300
,

    
contact
:
 
2
+
'000'

}

```

### Supporto per ECMAScript 6
TypeScript aggiunge il supporto per le caratteristiche proposte nella versione Harmony di JavaScript presenti nello standard ECMAScript 6.
I costrutti supportati sono:
- Classi (con ereditarietà)
- Moduli
- Sintassi per le funzioni anonime

Ancora prima che lo standard venisse definito appieno, Microsoft aveva dichiarato di voler continuare a sviluppare le caratteristiche di TypeScript mantenendole allineate con lo standard proposto.

#### Classi
TypeScript supporta le classi come definite nello standard ECMAScript 6, integrando il supporto per le annotazioni tipizzate.
```
class
 
Person
 
{

    
private
 
age
:
 
number
;

    
private
 
salary
:
 
number
;

    
constructor
(
private
 
name
:
 
string
,
 
age
:
 
number
,
 
salary
:
 
number
)
 
{

        
this
.
age
 
=
 
age
;

        
this
.
salary
 
=
 
salary
;

    
}

    

    
toString
()
:
 
string
 
{

        
return
 
`Name: 
${
this
.
name
}
, Age: (
${
this
.
age
}
), Salary: (
${
this
.
salary
}
)`
;

    
}

}

```

## Cronologia delle versioni
| Numero della versione | Data di pubblicazione | Cambiamenti significativi |
| --------------------- | --------------------- | --- |
| 0.8                   | 1 ottobre 2012        | |
| 0.9                   | 18 giugno 2013        | |
| 1.0                   | 12 aprile 2014        | |
| 1.1                   | 6 ottobre 2014        | miglioramenti delle prestazioni |
| 1.3                   | 12 novembre 2014      | protected, tipi di tupla |
| 1.4                   | 20 gennaio 2015       | tipi unione, dichiarazioni let e const, stringhe di modello, tipo di guardie, di tipo alias                                                                                      |
| 1.5                   | 20 luglio 2015        | Moduli ES6, parola chiave namespace, supporto for..of, decoratori |
| 1.6                   | 16 settembre 2015     | Supporto JSX, tipi di intersezione, dichiarazioni di tipo locale, classi e metodi astratti, funzioni di protezione dei tipi definite dall'utente                                 |
| 1.7                   | 30 novembre 2015      | async e await |
| 1.8                   | 22 febbraio 2016      | vincoli generici, errori di analisi del flusso di controllo, tipi di stringhe letterali, allowJs                                                                                 |
| 2.0                   | 22 settembre 2016     | Tipi consapevoli di null e undefined, analisi del tipo basata sul flusso di controllo, tipi di unione discriminati, async, parola chiave readonly, this                          |
| 2.1                   | 8 novembre 2016       | keyof e tipi di ricerca, tipi mappati, diffusione e riposo di oggetti, |
| 2.2                   | 22 febbraio 2017      | classi mix-in, object |
| 2.3                   | 27 aprile 2017        | async, valori predefiniti dei parametri generici, opzione rigorosa |
| 2.4                   | 27 giugno 2017        | espressioni di importazione dinamica, enumerazioni di stringhe, inferenza migliorata per i generici, controvarianza rigorosa per i parametri di callback                         |
| 2.5                   | 31 agosto 2017        | variabili della clausola catch opzionali |
| 2.6                   | 31 ottobre 2017       | tipi di funzioni rigorose |
| 2.7                   | 31 gennaio 2018       | proprietà con nome costante, tuple di lunghezza fissa |
| 2.8                   | 27 marzo 2018         | tipi condizionali, migliorati con i tipi di intersezione keyof |
| 2.9                   | 14 maggio 2018        | supporto per simboli e letterali numerici nei tipi di oggetti keyof e mappati |
| 3.0                   | 30 luglio 2018        | riferimenti al progetto, estrazione e diffusione di elenchi di parametri con tuple                                                                                               |
| 3.1                   | 27 settembre 2018     | tipi di tupla e array mappabili |
| 3.2                   | 30 novembre 2018      | controlli più severi per bind, call e apply |
| 3.3                   | 31 gennaio 2019       | regole rilassate sui metodi dei tipi di unione, build incrementali per i progetti compositi                                                                                      |
| 3.4                   | 29 marzo 2019         | build incrementali più veloci, inferenza del tipo da funzioni generiche, modificatore readonly per array, asserzioni const, controllo del tipo globale this                      |
| 3.5                   | 29 maggio 2019        | build incrementali più veloci, omissione del tipo di supporto, controlli delle proprietà in eccesso migliorati nei tipi di unione, controllo del tipo di unione più intelligente |
| 3.6                   | 28 agosto 2019        | Generatori più rigidi, diffusione dell'array più accurata, migliore supporto Unicode per gli identificatori                                                                      |
| 3.7                   | 5 novembre 2019       | Concatenamento opzionale, coalescenza nullo |
| 3.8                   | 20 febbraio 2020      | Importazioni ed esportazioni di solo tipo, campi privati ECMAScript, attesa di primo livello                                                                                     |
| 3.9                   | 12 maggio 2020        | Miglioramenti nell'inferenza, miglioramenti della velocità |
| 4.0                   | 20 agosto 2020        | Tipi di tupla variabili, elementi di tupla etichettati |
| 4.1                   | 19 novembre 2020      | Tipi letterali modello, rimappatura chiave nei tipi mappati, tipi condizionali ricorsivi                                                                                         |
| 4.3                   | 12 maggio 2021        | Tipi di scrittura separati sulle proprietà, miglioramenti al tipo stringa |
| 4.4 beta              | 1 luglio 2021         | Analisi del flusso di controllo delle condizioni con alias |
| 4.4                   | 26 agosto 2021        | Default tipo unknown per il catch degli errori. Tipi unione resi esattamente come scritti. Blocchi statici all'interno delle classi.                                             |